# Belén (Nariño)
Pour les articles homonymes, voir Belén.
Belén est une municipalité située dans le département de Nariño en Colombie.

## Étymologie
Belén signifie « crèche » en espagnol.